# 近衛忠煕
近衛 忠熈（このえ ただひろ、旧字体：近󠄁衞 忠熈）は、江戸時代後期から明治時代中期にかけての公卿。官位は従一位・左大臣・関白。贈正一位。勲一等。翠山と号す。
左大臣を務めた近衛基前の長男として生まれ、近衛家の第27代当主となった。母は徳川宗睦の養女（松平勝当の娘）・静子。左大臣や関白などを歴任し、公武合体派として活動した。

## 経歴
左大臣の近衛基前の長男として生まれた。安政3年（1856年）には島津氏の篤姫（天璋院）を養女としている。
安政4年（1857年）、左大臣となるが将軍継嗣問題で一橋派に属し戊午の密勅のために献策したため、安政の大獄により失脚し落飾謹慎する。
文久2年（1862年）に復帰して九条尚忠に代わり関白内覧を務めるが、翌年関白職を辞し、鷹司輔熙が後任となった。東京奠都後、ほとんどの公家が東京に移住した後も京都に居住、彼は1873年（明治6年）6月12日に長男忠房に家督を相続させるも翌月に死去、孫の篤麿を引き取り養育に専念した。明治天皇の度重なる要請に折れ東京に移ったのは、子の忠房が没して5年後の明治11年（1878年）のことである。
明治31年(1898年)3月18日、死去。
死後6年経った明治37年（1904年）に正一位を追叙された。江戸幕府の征夷大将軍は代々が死後正一位を追贈されているが、最後の将軍徳川慶喜は従一位に留め置かれており、また忠熙の後に関白・摂政を務めた各人も何れも従一位止まりであり、2015年の時点では、正一位に昇った人物の中では最も後年まで存命であった人物である。なお、存命中に正一位に叙された最後の人物は三条実美（最後の太政大臣）、最後に没後追叙として正一位に叙せられたのは織田信長（死後300年以上経過した後）である。

## 人物
- 忠熙が生存していた頃、近衛家では3月の桃の節句に雛壇を設けず、緋毛氈を畳に敷き、その上に雛人形を並べていた。その理由は、内裏雛は一般に天子様を象った物とされるが、天子様は神であり、そのお姿を写すのは不敬であるので天子様であろうはずはない。あの人形は公家を象った物に相違なく、ならば公家のトップである近衛家の人間がそんな物を檀上に飾って下から仰ぎ見なければならない道理はないということであった。ただし忠熙が死んだあとは普通に雛壇の上に飾るようになった[3]。

## 家族・親族
- 父：近衛基前
- 母：徳川静子 - 徳川宗睦の養女、松平勝当の娘
- 正室：島津興子 - 郁姫、薩摩藩主・島津斉興の養女、前藩主・島津斉宣の娘
  - 四男：近衛忠房 - 神宮祭主
  - 七男：常磐井堯熙 - 真宗高田派本山専修寺住職[4]
  - 八男：水谷川忠起 - 一乗院門跡、春日大社宮司[5]
- 生母不詳の子女
  - 女子：近衛総子 - 一条実良正室
  - 六女：信君 - 津軽尹子、津軽承昭継室
- 養子
  - 男子：近衛篤麿 - 近衛忠房の子
  - 女子：藤原敬子 - 島津斉彬養女、島津忠剛の娘、徳川家定正室・天璋院篤姫
  - 女子：広幡忠礼室 - 達如の娘
  - 女子：近衛備子 - 綱姫、鷹司政熙二十四女、伊達慶邦正室
  - 女子：文孝 - 廣厳心院秀山尼大禅師、圓照寺第9代門跡
  - 女子：寧子 - 寧姫、島津斉彬の五女、島津忠義後室
- 猶子
  - 男子：大谷光勝 - 達如の次男、東本願寺法主
  - 男子：広幡忠礼 - 広幡基豊の子

## 系譜

### 近衞家
近衞家は、藤原忠通の子である近衞基実を始祖とし、五摂家の一つであった。

### 皇室との関係
後陽成天皇の男系九世子孫である。後陽成天皇の第四皇子で近衛家を継いだ近衛信尋の男系後裔。

詳細は皇別摂家#系図も参照のこと。

## 官歴
※日付＝明治5年までは旧暦
- 文化13年（1816年）
  - 2月26日、元服し、従五位上に叙位。禁色と昇殿を許される。
  - 3月1日、左近衛権少将に任官。
  - 3月28日、従四位下に昇叙、左近衛権少将は元の如し。
  - 8月23日、左近衛権中将に転任。
  - 12月28日、正四位下に昇叙、左近衛権中将は元の如し。
- 文化14年（1817年）
  - 3月7日、従三位に昇叙、左近衛権中将は元の如し。
  - 12月21日、権中納言に転任、左近衛権中将は元の如し。
- 文政2年（1819年）8月17日、権大納言に転任。
- 文政4年（1821年）8月11日、正三位に昇叙、権大納言は元の如し。
- 文政6年（1823年）3月16日、従二位に昇叙、権大納言は元の如し。
- 文政7年（1824年）
  - 1月7日、左近衛大将を兼任、左馬寮御監を兼帯。
  - 6月4日、正二位に昇叙、権大納言・左近衛大将・左馬寮御監は元の如し。
  - 6月28日、内大臣に転任、左近衛大将・左馬寮御監は元の如し。
- 天保5年（1834年）
  - 6月5日、従一位に昇叙、内大臣・左近衛大将・左馬寮御監は元の如し。
  - 9月22日、左近衛大将・左馬寮御監を辞す。
- 天保11年（1840年）4月14日、東宮傅を兼任（東宮は統仁親王、後の孝明天皇）。
- 弘化3年（1846年）2月13日、孝明天皇践祚に伴い、東宮傅を辞す。
- 弘化4年（1847年）6月15日、右大臣に転任。
- 安政4年（1857年）1月4日、左大臣に転任。
- 安政5年（1858年）
  - 9月4日、内覧宣下。左大臣は元の如し。
  - 10月19日、内覧を辞す。
- 安政6年（1859年）
  - 3月28日、左大臣を辞す。
  - 10月19日、落餝。
- 文久2年（1862年）
  - 6月7日、還俗、従一位に叙す。
  - 6月23日、関白宣下、内覧宣下、藤氏長者宣下、一座宣下。
- 文久3年（1863年）
  - 1月23日、関白・藤氏長者・一座を辞す、内覧は元の如し。
  - 3月25日、内覧を辞す。
- 明治18年（1885年）3月某日、勲一等に叙す。
- 明治31年（1898年）3月18日、薨去。享年91
- 明治37年（1904年）3月17日、贈正一位。

## 栄典
- 1896年（明治29年）9月26日 - 旭日桐花大綬章[6]
- 1904年（明治37年）3月17日 - 贈正一位[7]

## 登場作品
テレビドラマ
- 『翔ぶが如く』（1990年、NHK大河ドラマ、演：柳生博）
- 『篤姫』（2008年、NHK大河ドラマ、演：春風亭小朝）
- 『八重の桜』（2013年、NHK大河ドラマ、演：若松武史）
- 『花燃ゆ』（2015年、NHK大河ドラマ、演：瀬川菊之丞）
- 『西郷どん』（2018年、NHK大河ドラマ、演：国広富之）